# Piscobamba
A cidade peruana de Piscobamba é a capital da Província de Mariscal Luzuriaga, situada no Departamento de Ancash, pertencente a Região de Ancash, Peru.